# Mount Willing
Mount Willing är ett berg i Antarktis. Det ligger i Östantarktis. Australien gör anspråk på området. Toppen på Mount Willing är 516 meter över havet.
Terrängen runt Mount Willing är huvudsakligen lite kuperad. Trakten är obefolkad. Det finns inga samhällen i närheten.